# Peter Ebdon
Peter Ebdon (* 27. srpna 1970) je anglický profesionální hráč snookeru.
Ebdon je mistr světa ve snookeru z roku 2002, kdy zvládl v rozhodujícím framu zvítězit nad sedminásobným světovým šampionem Stephenem Hendrym ze Skotska poměrem 18:17.
Ebdon je zvyklý nad svými strky neobvykle dlouho přemýšlet, což sice není proti pravidlům hry, ale může to být nepříjemné pro jeho soupeře. Na YouTube existuje simultánní videozáznam, na němž anglický hráč Ronnie O'Sullivan dosahuje herního maxima 147 bodů v čase 5 minut a 21 sekund, Ebdon ve stejném čase dosáhl zisku pouhých 12 bodů.